# Кубок обладателей кубков ФИБА 1973/1974
Кубок обладателей кубков  1974 — восьмой розыгрыш второго по значимости турнира, победу в котором одержал югославский клуб из Белграда  «Црвена звезда», в финале обыгравшая чехословацкий  «Спартак Брно».

## Квалификация
| Команда #1 | Разница  | Команда #2        | 1 игра | 2 игра |
| ---------- | -------- | ----------------- | ------ | ------ |
| Гиссен     | 201 — 96 | Фалкон Копенгаген | 112-51 | 89-45  |

## 1-й раунд
| Команда #1 | Разница   | Команда #2            | 1 игра | 2 игра |
| ---------- | --------- | --------------------- | ------ | ------ |
| Торино     | 206 — 124 | Прегассона Лугано     | 115-47 | 91-77  |
| Брюссель   | 194 — 163 | Хельсинборг           | 106-82 | 88-81  |
| Бромли     | 160 — 226 | Спартак Брно          | 84-103 | 76-123 |
| Пейсли     | 144 — 169 | Спартак Мамер         | 51-64  | 93-105 |
| Хельсинки  | 141 — 180 | Стяуа Бухарест        | 78-75  | 63-105 |
| Вельс      | 201 — 143 | Касабланка            | 116-66 | 85-77  |
| Бенфика    | 152 — 168 | Эстудиантес Мадрид    | 91-75  | 61-93  |
| Шленск     | 172 — 176 | Багнолет              | 91-84  | 81-92  |
| Нентори    | 153 — 213 | Црвена звезда Белград | 83-99  | 70-114 |
| Сопрон     | 123 — 137 | Олимпиакос            | 67-67  | 56-70  |
| Гиссен     | 156 — 167 | ЦСКА София            | 75-74  | 81-93  |

## 1/8 Финала
| Команда #1    | Разница   | Команда #2            | 1 игра | 2 игра |
| ------------- | --------- | --------------------- | ------ | ------ |
| Анкара        | 131 — 219 | Торино                | 67-115 | 64-104 |
| Брюссель      | 166 — 201 | Спартак Брно          | 84-99  | 82-92  |
| Спартак Мамер | 150 — 152 | Стяуа Бухарест        | 80-76  | 70-76  |
| Вельс         | 139 — 149 | Эстудиантес Мадрид    | 67-71  | 72-78  |
| Баньоле       | 161 — 170 | Црвена звезда Белград | 87-94  | 74-76  |
| Олимпиакос    | 139 — 145 | ЦСКА София            | 69-60  | 70-85  |

## Полуфинал
| Команда #1         | Разница   | Команда #2            | 1 игра | 2 игра |
| ------------------ | --------- | --------------------- | ------ | ------ |
| Торино             | 157 — 158 | Спартак Брно          | 86-70  | 71-88  |
| Эстудиантес Мадрид | 159 — 183 | Црвена звезда Белград | 74-79  | 85-104 |

## Финал
| Команда #1            | Счет    | Команда #2   |
| --------------------- | ------- | ------------ |
| Црвена звезда Белград | 86 — 75 | Спартак Брно |

## Победитель
| Победитель Кубка Кубков 1974    |
| ------------------------------- |
| Црвена звезда Белград 1-й титул |